# Olmeda del Extremo
Olmeda del Extremo es una pedanía de Brihuega, en la provincia de Guadalajara (España). 
Tiene 11 habitantes censados (INE 2012), cuya ocupación principal es la agricultura. Sin embargo, durante fines de semana y períodos vacacionales su población se incrementa notablemente debido a las segundas residencias.
Existe en su término un coto privado de caza, formado por habitantes del pueblo, y que tiene un papel dinamizador de actividades cinegéticas de la zona.[cita requerida]

## Historia
A mediados del siglo XIX, el lugar tenía contabilizada una población de 131 habitantes. La localidad aparece descrita en el duodécimo volumen del Diccionario geográfico-estadístico-histórico de España y sus posesiones de Ultramar de Pascual Madoz de la siguiente manera:

OLMEDA DEL ESTREMO (la): l. con ayunt. en la prov. de Guadalajara (6 leg.), part. jud. de Brihuega (2), aud. terr. de Madrid (16), c. g. de Castilla la Nueva, dióc. de Sigüenza (7). sit. en un barranco rodeado de cerros, y combatido principalmente, de los vientos N. y E.; las enfermedades mas comunes son fiebres intermitentes y reumas: tiene 40 casas; la consistorial que sirve de cárcel; un horno de pan cocer; una posada pública; dos fuentes de buenas aguas; escuela de instruccion primaria, á cargo de un maestro á la vez sacristan, pagado por los padres de los discípulos, segun las respectivas clases en que estos se encuentran; una igl. parr. (la Asuncion de Ntra. Sra.) servida por un cura y un sacristan; dos ermitas de Purísima concepcion y San Rafael; un cementerio sit. en posicion que no ofende la salubridad pública: term.: confina con los de Valderrebollo, Cifuentes, Solanillos y Brihuega; dentro de él se encuentra el desp. de Roña: el terreno en su mayor parte quebrado es de inferior calidad; le baña un arroyo que brota en el térm., de corto caudal, pero temible por sus desbordaciones en tiempos lluviosos ó de nieves; hay 2 montes de encina y roble, divididos en 3 cuarteles para carboneo: caminos: los locales, en mal estado por la escabrosidad del terreno: correo: se recibe y despacha en Cifuentes por balijero: prod.: cereales, vino, legumbres, patatas, cáñamo, miel, leñas de combustible, carboneo y yerbas de pasto con las que se mantiene ganado lanar, cabrio, vacuno, mular y asnal; hay caza de venados, corzos, liebres, conejos y perdices: ind.: la agrícola, el carboneo y el hilado de lana para las fábricas de Brihuega: comercio: esportacion del sobrante de frutos é importacion de los art. de consumo que faltan. pobl.: 39 vec., 131 alm. cap. prod.: 968,000 rs. imp.: 48,400. contr.: 2,836. presupuesto municipal: 2,358, se cubre con los fondos de propios y arbitrios y reparto vecinal.
(Madoz, 1849, p. 249)

## Monumentos
- Iglesia de la Asunción de Nuestra Señora[1] (siglo XIII), de estilo románico, cuya portada principal está formada por una arquería múltiple en degradación sobre columnas rematadas en sencillos capiteles. El ábside de la planta es semicircular, muy elevado y remata en alero sostenido por canecillos. Cuenta con un retablo de madera.[2]

- Ermita de San Rafael Arcángel, fundada por Juan López Palafox en el siglo XVII. En la portada posee un escudo de la Inquisición con la cruz de Calatrava. Posee una talla del santo de varios siglo de antigüedad.
- Las cuevas cercanas al municipio, se cree[¿quién?] de origen andalusí, fueron utilizadas durante la guerra civil española como refugio y viviendas. Actualmente se utilizan como bodegas.

## Demografía
| Gráfica de evolución demográfica de Olmeda del Extremo entre 1842 y 1960 |
| |
| Población de derecho según los censos de población del INE Población de hecho según los censos de población del INEEntre el censo de 1970 y el anterior, este municipio desaparece porque se integra en el municipio Brihuega |

## Fiestas
- El 15 de mayo se celebra San Isidro Labrador.
- El tercer fin de semana de agosto, en honor a San Rafael Arcángel. Durante la noche del viernes es costumbre que los mayordomos de la Hermandad de San Rafael invitan a habitantes y visitantes, a los tradicionales cañamones, jamón, vino y pastas.
- Cacería de todos los santos, celebrada el 1 de noviembre, en la que participa todo el pueblo con una comida popular posterior.